# القوات البرية البولندية
القوات البرية البولندية (بالبولندية: Wojska Lądowe) هي القوات البرية التابعة للقوات المسلحة البولندية.
تأسست في أواخر الحرب العالمية الأولى ويقدر تعداها بزهاء 45 الف عسكري وهي قوات منضوية تحت حلف الناتو.

## معدات
القوات البرية البولندية تعمل ترقية أساسا الاتحاد السوفيتي معدات الحقبة. لكن التحديث السريع وتقليص حجم القوات البرية البولندية يجري، لتحل محل أسلحته السوفياتي واسعة مع عدد أقل من وحدات من الأسلحة الغربية الحديثة.
القوات البرية البولندية تعمل نحو 900 MBTS، وتتكون أساسا من PT-91 Twardy و ليوبارد 2، (السوفياتي تي-72 ويجري سحبها من الخدمة، فقط 379 ستبقى في تخزين حتى عام 2018). وبالإضافة إلى ذلك هناك أكثر من 2,000 IFV 'ق وأكثر من 140 طائرة هليكوبتر.

## وصلات خارجية
- Official Website of the Wojska Lądowe
- Military Vehicles database – Poland
- Ministry of National Defence

‌